# Operador móvel virtual

Um operador móvel virtual (OMV) ou operador de rede sem fios virtual (em inglês: mobile virtual network operator ou MVNO) é uma companhia de telefonia móvel que não possui uma concessão de espetro de frequência, e portanto carece de uma rede própria de rádio. Para dar serviço, deve recorrer à cobertura de rede de outra empresa (ou empresas) com rede própria (um Operador móvel com rede, ou OMR) com a(s) que deve subscrever um acordo.
| Tipos de operador | Operador de telefonia móvel    | Operador de telefonia móvel             | Operador de telefonia móvel              |
| Tipos de operador | Operador móvel com rede (OMR)  | Operador móvel virtual (OMV)            | Facilitador de rede móvel virtual (FRMV) |
| ----------------- | ------------------------------ | --------------------------------------- | ---------------------------------------- |
| Nome em inglês    | Mobile network operator ou MNO | Mobile virtual network operator ou MVNO | Mobile virtual network enabler ou MVNE   |

Os OMV existem como figura comercial num grande número de países da Europa – destacando o Reino Unido e os países escandinavos em relação a quantidade e antiguidade de OMV existentes –, Canadá, Estados Unidos, Austrália, Espanha, Colômbia, Chile e México. Em princípio, podem operar em qualquer das tecnologias de telefonia móvel existentes, como GSM, UMTS ou CDMA2000, dado que a sua existência está ligada a um fator comercial mais do que tecnológico.

## Tipos de Operadores Móveis Virtuais
Os papéis e a relação de um OMV com a operadora móvel proprietária da rede (OMR) variam segundo a situação comercial do mercado e a regulação legal do país onde operam. Em geral, um OMV é uma entidade independente da operadora com rede que lhe dá o serviço, o que lhe permite fixar as suas próprias tarifas.
Por definição, um OMV não dispõe de nenhuma infraestrutura de radio, por não ter autorização legal para prestar este serviço. Assim, nenhum OMV disporá de estações base próprias, dando serviço ao cliente as do OMR correspondente.
No entanto, em relação ao resto da infraestrutura as coisas podem ser distintas.
Geralmente os OMVs não possuem nenhuma infraestrutura de GSM ou UMTS, para além da elaboração de cartões SIM, que em muitos casos inclusive levam o código da rede do seu OMR ou um específico para os seus revendedores. Se um OMV depende completamente do seu OMR, denomina-se-lhe em geral OMV revendedor (ou em inglês service provider), dado que o único que faz é pôr a sua marca nos cartões SIM e realizar trabalhos comerciais, carecendo absolutamente de elementos da rede. São o tipo de OMV mais abundante.
Outros OMV podem dispor de departamentos técnicos próprios; consoante o operador virtual em concreto, podem possuir o seu próprio registo de localização (em tecnologia GSM, denominado HLR) ou um centro de comutação de telefonia móvel (MSC). Isto permite ao operador virtual gozar de maior flexibilidade, visto que lhe permite mudar de prestador de rede no futuro ou inclusive utilizar várias redes diferentes num mesmo país. Igualmente, e segundo o grau de independência do operador virtual, poderia dispor de departamentos de faturação. Aos OMV que dispõem dos seus próprios elementos de rede chama-se-lhes genericamente OMVs completos (em inglês, full MVNOs).
Um OMV completo deve ter uma marca forte, estrutura de atendimento ao cliente, vendas e marketing. Porém, não necessita das áreas técnicas de desenvolvimento, como Engenharia e Tecnologias da Informação. O operador que interage com o cliente detém toda a estrutura comercial e de atendimento, mas sua rede é virtual, pois, como citado, pertence a um dos OMR que partilha a receita gerada e recebida com o OMV. Geralmente os OMV completos atuam em nichos de mercado onde os OMR não queiram ou não possam atuar, atingindo consumidores atraídos pela força da marca ou pelo foco dado a este determinado mercado.

### Os FRMV
Menos conhecido é o perfil que representa o facilitador de rede móvel virtual ou FRMV (em inglês, Mobile Virtual Network Enabler ou MVNE), agente que atua de intermediário entre um OMR e um OMV. Consiste numa empresa que fornece serviços aos OMV como faturação, aprovisionamento, administração. Os FRMV atuam de intermediários entre os operadores móveis com rede e os operadores móveis virtuais, oferecendo a estes todo o apoio técnico e de consultoria para que possam centrar-se no negócio. As duas principais motivações pelas quais os OMV decidem contratar os serviços de um FRMV são a redução do time to market e a complexidade operativa à qual devem fazer frente.

## Situação por países

### Espanha

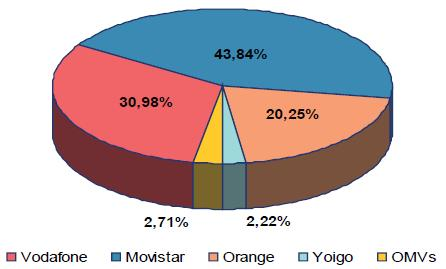
Repartição do mercado espanhol por número total de linhas pessoais, segundo dados de abril de 2009. Fonte: Comissão do Mercado das Telecomunicações de Espanha (CMT).

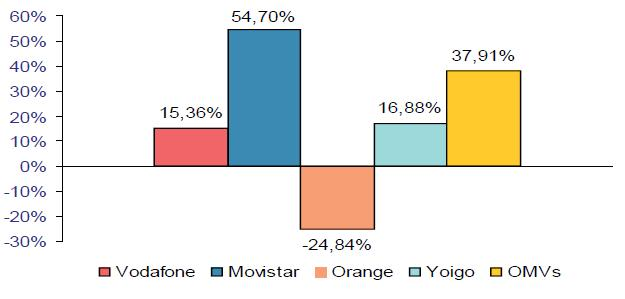
Aumento do mercado espanhol por número total de novas linhas pessoais, segundo dados de agosto de 2009. Fonte: Comissão do Mercado das Telecomunicações de Espanha (CMT).

A regulação no país procede da Ordem Ministerial CTE/601/2002 e da medida proposta pela Comissão de Mercado das Telecomunicações de Espanha (CMT), mediante as quais os operadores móveis virtuais terão acesso às redes de telefonia móvel -Movistar, Vodafone, Orange e Yoigo- e podem oferecer serviços aos utilizadores finais com a sua própria marca.
A decisão da CMT de abrir forçosamente o mercado aos operadores virtuais foi contestada pela Telefónica, em forma de recurso administrativo. Este recurso foi rejeitado pela Sala do Contencioso da Audiência Nacional em janeiro de 2009, confirmando a legalidade dos OMV e insistindo no caráter de "oligopólio estreito" do mercado de telefonia móvel espanhol.
A imensa maioria dos operadores virtuais espanhóis centrou-se na redução do preço, e alguns especializaram-se nos nichos de mercado como o dos imigrantes (chamadas internacionais mais baratas) e no do acesso à Internet.Porém,dezoito meses depois da entrada do primeiro operador neste mercado, a sua quota de mercado conjunta se situava nos 1,5 % do total de linhas móveis.

#### Saldo de portabilidades
| Operador | Exportador (perdidos) | Importados (ganhos) |
| -------- | --------------------- | ------------------- |
| Movistar | 109 836               | 76 327              |
| Vodafone | 120 433               | 119 050             |
| Orange   | 128 621               | 146 065             |
| Yoigo    | 35 808                | 35 174              |
| OMV      | 32 785                | 50 867              |

OMV com saldo positivo em portabilidades:
- Masmóvil: +24300 linhas
- Yoigo: +21000 linhas
- DIGI mobil: +13700 linhas
- Lowi: +7600 linhas
- Pepephone: +6100 linhas

OMV com saldo negativo em portabilidades:
- Eroski: -6500 linhas
- Lycamobile: -5500 linhas
- Carrefour: -3800 linhas
- Lebara: -3800 linhas
- R cable: -3000 linhas
- Oceans: -200 linhas

#### História
Algumas fontes assinalam a Euskaltel Móvil como o primeiro operador móvel virtual no país, já que em 1999 começou a oferecer o serviço para o País Basco por meio da rede da Amena (posteriormente, Orange Espanha). No entanto, naquele momento a Euskatel,já estava operando por meio de um contrato comercial entre as duas partes. dado que não existia regulamentação específica para os OMV. Ainda assim, um grande número de empresas ainda estavam esperando autorização para operar neste sistema a partir de 2001..
A Comissão Europeia não interveio no processo, mesmo que já existissem reclamações por parte das novas empresas, pois existia uma gigantesca concentração de mercado por três empresas já consolidadas, todas existentes antes da implementação do sistema de operador móvel virtual. para por em marcha este mercado após muitos atrasos. Assim, em 2006 a Comissão autorizou a CMT a obrigar aos operadores existentes a alugar as suas redes. No entanto, uma vez forçada a abertura do mercado, e com Reinaldo Rodríguez como presidente da CMT, se manteve uma aposta pela livre negociação entre operadoras de telecomunicações para estabelecer o preço do uso das redes atuais por parte dos OMV, em vez de impor um modelo mais intervencionista de regulação do preço.
Após a mudança da regulamentação, o primeiro operador virtual "puro" a lançar comercialmente os seus serviços foi Carrefour Móvil a 27 de outubro de 2006. A este lhe seguiu Euskaltel, que rompeu os seus acordos com Orange para oferecer um serviço de telefonia móvel independente, e pouco depois apareceram Happy Móvil, das lojas The Phone House, e Lebara.
MovilDIA e Eroski Móvil, operadores virtuais da cadeia de supermercados Dia e da Eroski, respetivamente, já estão no mercado, assim como Pepephone (Grupo Globalia). A 30 de janeiro de 2008 iniciou a sua atividade Simyo, do grupo holandés KPN (adquirida posteriormente pela Orange) e um pouco mais tarde o fez MÁSmovil, o único operador independente de Espanha. Em dezembro de 2010 apareceu Tuenti Móvil, operador que surgiu da rede social Tuenti e que pertence à Telefónica.
Viva Mobile é outra marca do grupo Euskaltel que pretende expandir-se por Espanha (sendo uma marca paralela à própria de telefonia móvel Euskaltel).
Jazztel Móvil, pertencente à operadora do mesmo nome, iniciou a sua atividade em 9 de junho de 2008.
Existe também LycaMobile.
LCR Móvil obtevo a sua licença de operador móvel virtual em 2012.
ONO io, Simyo, Tuenti Móvil, Jazztel Móvil, MÁSmovil, e Pepephone foram os primeiros a oferecer conexão à Internet móvel.

### Portugal
A regulação em Portugal deste sector procede da medida proposta pela ANACOM a 9 de fevereiro de 2007, mediante as quais os operadores móveis virtuais terão acesso às redes de telefonia móvel -Meo, Vodafone, Nos e Nowo- e podem oferecer serviços aos utilizadores finais com a sua própria marca. 
Durante anos em Portugal este mercado não foi explorado devido à ausência de enquadramento regulatório que permitisse às autoridades emitir a autorização necessária para que uma empresa actue como OMV. 
Algumas fontes assinalam a Talk Talk Mobile, pertencente ao grupo The Phone House, como o primeiro operador móvel virtual em Portugal, dado que começou a oferecer serviço com a cobertura de rede da Optimus (posteriormente, Nos). No entanto, naquele momento operava sob um acordo comercial particular entre ambas as empresas, dado que não existia regulamentação específica para os OMV. 
Após a alteração da regulamentação, o primeiro operador virtual "puro" a iniciar comercialmente os seus serviços foi a companhia Phone-ix em 2007 que obteve a autorização da ANACOM para atuar como OMV, oferecendo o serviço de telefonia móvel por meio da rede de Meo. Phone-ix viria a encerrar a 1 de janeiro de 2019.
Também existiu a Continente Mobile. 
A este lhe seguiu Zon Mobile, que em 2008 começou a oferecer os seus serviços de telefonia móvel com a cobertura da rede de Vodafone, sendo que em 18 de dezembro de 2013 rompeu os seus acordos com Vodafone para passar a operar pela rede de Optimus (posteriormente, Nos). 
Em setembro de 2012 iniciou a sua atividade LycaMobile, suportada na rede de Vodafone.
Vectone Mobile e Delight, pertencentes ao grupo britânico Mundio Mobile, iniciaram as suas atividades no início de 2013 suportadas na rede de Optimus (posteriormente, Nos). Posteriormente viria a ocorrer a integração de Delight em Vectone Mobile. Na sequência desta integração, também Vectone Mobile encerraria a 4 de julho de 2018.

### Brasil
No final de 2009 a ANATEL abriu uma consulta pública para a proposta de regulamentação da atividade. Após receber contribuições, principalmente dos operadoras com rede (OMR) atuais, a Agência reguladora está elaborando a regulamentação definitiva. Diversas empresas, como Pão de Açúcar, Carrefour, Banco do Brasil, GVT, Abacomm e Spring Wireless haviam demonstrado interesse em entrar nesse mercado.
Já em novembro de 2010, a ANATEL autorizou atividades de operadores móveis virtuais no país, abrindo caminho para a atuação dos OMVs no Brasil. Os primeiros operadores a atuar nesse segmento foram Sermatel de propriedade do Grupo Datora e Porto Seguro Telecom em sociedade com Datora. 
Porto Seguro adotou o modelo de rede móvel virtual ficando Datora Telecom como responsável pela operação, gestão de tráfego, emissão de contas e acordos de interconexões. O atendimento a clientes é responsabilidade de Porto Seguro Telecom. Ericsson foi escolhida para desenvolver e instalar toda a plataforma de telefonia móvel da parceria. A autorização para utilização no país foi em agosto de 2011 e ambos usam a rede da TIM que fornece a rede e o acordo abrange a sua utilização em todos os estados do país. O operador informou ainda que mantém conversas avançadas com outros potenciais operadores móveis virtuais. 
Datora Mobile conta uma plataforma M2M (machine to machine), que pode ser gerenciada pelos clientes. Pretende atuar em serviços M2M de medição industrial, segurança patrimonial para smart meter, rastreamento de veículos, telemetria, entre outros.
Os primeiros celulares de Porto Seguro Telecom começaram a ser vendidos em 17 de agosto de 2012 e de Datora em fevereiro de 2013.
O terceiro operador a usar o recurso será Virgin Mobile que anunciou a parceria com Datora, este para ser o sócio local no empreendimento com a utilização das redes de Vivo.
Em  2016 a operadora chamada de Veek é homologada pela ANATEL para trabalhar como uma OMV, com planos previstos para 2017.
Em 2017 a Veek começa a atuar no pais , em 2018 a operadora já chega a 85% dos DDD's brasileiros.
Em 2021 a Veek inova sendo a primeira operadora a oferecer internet grátis com um plano de voz e dados do mundo.
Em 2022 a Veek é premiada como Operadora mais inovadora do Brasil pelo Mobile Time.

## OMR
Um Operador Móvel com Rede (OMR) é uma companhia de telefonia móvel que possui a sua própria rede e que oferece um serviço através dela. Em Espanha são 5 OMR: Vodafone Espanha, Orange, Movistar, Yoigo e Jazztel . Em Portugal são 4 OMR: Meo, Vodafone Portugal, Nos e Nowo. No México atualmente existem 3 operadores móveis com infraestrutura própria: Movistar México, Telcel e AT&T México.